# Апология аугсбургского исповедания

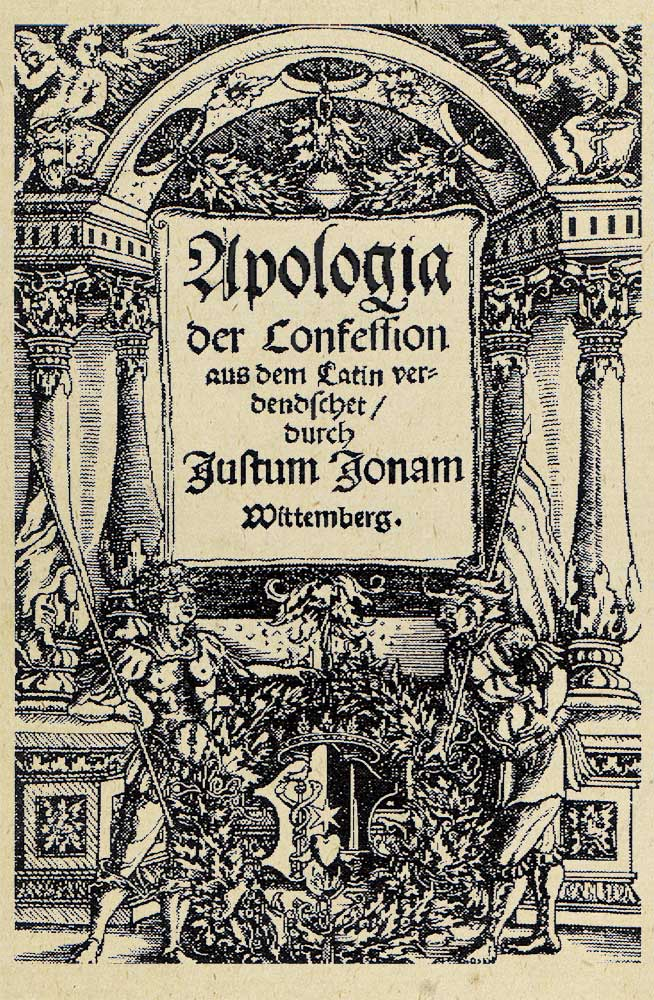
«Апология аугсбургского вероисповедания». Обложка немецкого издания. 1535

«Аполо́гия а́угсбургского испове́дания» («Апология аугсбургского вероисповедания»; лат. Apologia Confessionis Augustanae, нем. Die Apologie der Confessio Augustana) — название символической лютеранской книги, составленной в 1531 году немецким теологом Филиппом Меланхтоном.
Ему было поручено написать возражение католическим богословам, провозглашавшим на имперском сейме в Аугсбурге, 3 августа 1530 года, опровержение Аугсбургского исповедания. Протестантам отказали в копии с опровержения, и Меланхтон для своего первого сочинения воспользовался замечаниями Камерария и других богословов, слышанных им на сейме. 22 сентября 1530 года рейхстаг определил представить при удобном случае сочинение императору, но это не удалось — оно не было принято. Когда же 19 ноября вышло строгое постановление имперского сейма об опровержении протестантского вероисповедания и угрозы о принятии строгих мер за противоборство Вормсскому эдикту 1529 года, Меланхтон добыл копию с католического опровержения и по ней приступил к основательной переделке своего сочинения в защиту протестантов (от ноября 1530 до половины апреля 1531 гг.). Он назвал его Apologie der Konfession, но на переговорах в Швейнфурте 11 апреля 1532 года католики требовали, чтобы по некоторым указаниям оно было названо Assertion и т. д. Сочинение появилось в половине апреля 1531 года на латинском языке, в октябре того же года переведено на немецкий язык Юстусом Йонасом и исправлено Меланхтоном. Позднейшие издания — второе латинское 1531 года (in 8°) и немецкое 1533 года — тоже им пересмотрены. В латинской книге догматов с 1584 года постоянно повторяется первое латинское издание (in 4°). В «Апологии» трактуется об основах аугсбургского вероисповедания в совокупности с известными учениями в 14 главах: о первородном грехе, об искуплении, о любви и исполнении заповедей, о церкви, о раскаянии, об исповеди и её удовлетворении, о таинствах и их употреблении, о церковных постановлениях, о почитании святых, о двойном естестве во св. причащении, о браке духовенства, о церковной службе, о монашеском обете и о церковной власти. Изъяснения спорных вопросов проникнуты ясностью, глубиной и умеренностью, но по общему направлению «Апология» носит более характер научного изложения, нежели публичной защиты. Развитие учения «Апологии» и Аугсбургского вероисповедания относятся к тому периоду немецкого протестантизма, когда гнесиолютеране и сторонники Меланхтона ещё не разошлись, хотя строгие лютеране находили многие обороты и выражения в приёмах Меланхтона предосудительными.

## Содержание
Меланхтон настаивает, что разные обычаи не разрушают единства церкви, однако стоит при этом сохранить порядок мессы, почитание Дней Господних и главных христианских праздников (артикулы VII и VIII:33). В число великих праздников входят Пасха и Пятидесятница (там же:40). При этом ошибка в точном исчислении Пасхи не является греховной. Подтверждается необходимость крещения младенцев (артикул IX).